# Бойкиня, Никифор Михайлович
Ники́фор Миха́йлович Бойки́ня (2 [15] июня 1901, Товмач, Киевская губерния — 4 апреля 1998, Пятигорск, Ставропольский край) — советский оперный певец-баритон.

## Биография
Родился 2 (15 июня) (или 14 июня) 1901 года в селе Товмач (ныне в Звенигородском районе, Черкасская область, Украина), был незаконнорождённым ребёнком барского сына. Жениха его матери Арины Михаила, сына гончара, барин отправил в царскую армию. Впоследствии Арина вышла замуж за Михаила, который усыновил Никифора. По другим данным родился 1 (14) июня 1901 года в семье солдата Михаила Данилова Бойкини и его законной жены Параскевы Ивановой.
Окончил церковно-приходскую школу. В юности работал телеграфистом, в рабоче-крестьянской инспекции, сельхозкооперации, на сахарном производстве, служил в РККА. Всё это время занимался в хоровых и драматических кружках.
В 1930—1935 годах учился в Днепропетровском музыкально-театральном техникуме (сейчас Днепропетровская консерватория имени М. Глинки). Начинал сценическую деятельность драматическим актёром. С 1932 года специализировался на вокальной подготовке (класс Ц. З. Альтман).
В 1935—1944 годах выступал как солист Днепропетровского театра оперы и балета, из которых 1941—1944 годы — в эвакуации в Красноярске. В 1944—1947 годах был солистом ХАТОБ имени Н. В. Лысенко. Член ВКП(б) с 1941 года.
В 1947—1963 годах был ведущим солистом Молотовского ТОБ. Исполнил около 50 партий. В декабре 1956 года гастролировал по городам Чехословакии (Пражский Национальный театр и театр имени Б. Сметаны, Острава, Либерец, Усти-над-Лабой).
Умер 4 апреля 1998 года в Пятигорске.

## Награды и премии
- заслуженный артист РСФСР (10.2.1955).
- народный артист РСФСР (29.11.1957).
- Сталинская премия второй степени (1951) — за исполнение заглавной партии в оперном спектакле «Иван Болотников» Л. Б. Степанова на сцене Молотовского АТОБ имени П. И. Чайковского.

## Оперные партии
- «Аида» Дж. Верди — Амонасро
- «Царская невеста» Н. А. Римского-Корсакова — Грязной
- «Демон» А. Г. Рубинштейна — Демон
- «Иван Болотников» Л. Б. Степанова — Иван Болотников
- «Чародейка» П. И. Чайковского — Князь
- «Князь Игорь» А. П. Бородина — князь Игорь
- «Чёрт и Кача» А. Дворжака — Марбуэль
- «Тоска» Дж. Пуччини — Скарпиа
- «Семён Котко» С. С. Прокофьева — Ткаченко
- «Хождение по мукам» А. Э. Спадавеккиа — Чугай
- «Кармен» Ж. Бизе — Эскамильо
- «Отелло» Дж. Верди — Яго
- «Борис Годунов» М. П. Мусоргского — Борис Годунов
- «Хованщина» М. П. Мусоргского — Шакловитый, боярин
- «Маскарад» Д. А. Толстого — Арбенин
- «Наталка-Полтавка» Н. В. Лысенко — Микола
- «Лакме» Л. Делиба — Нилоканта
- «Риголетто» Дж. Верди — Риголетто
- «Руслан и Людмила» М. И. Глинки — Руслан
- «Галька» С. Монюшко — Стольник
- «Пиковая дама» П. И. Чайковского — Томский
- «Паяцы» Р. Леонкавалло — Тонио
- «Севильский цирюльник» Дж. Россини — Фигаро
- «Мадам Баттерфляй» Дж. Пуччини — Шарплес
- «Заря» К. В. Молчанова — Ярцев
- «Запорожец за Дунаем» С. С. Гулака-Артемовского — Карась
- «Алеко» С. В. Рахманинова — Алеко
- «Овод» А. Э. Спадавеккиа — Монтанелли